# Fritz Gaerisch
Fritz Gaerisch (* 22. Juli 1922 in Weimar; † 23. Juli 2010 in Erfurt) war ein deutscher Hämatologe.

## Leben
Gaerisch beendete sein Abitur 1940 in Weimar und wurde zum Wehrdienst eingezogen. Bis 1946 war er in Kriegsgefangenschaft. Danach begann er sein Medizinstudium an der Martin-Luther-Universität in Halle, wo er 1951 promovierte. An der Medizinischen Akademie Erfurt unter August Sundermann bildete er sich zum Internisten weiter.
Er war verheiratet und hatte zwei Söhne, die beide Ärzte geworden sind.

## Wirken
Gaerisch übernahm 1958 die Leitung des Instituts für Blutspendewesen an der Medizinischen Akademie Erfurt. Er arbeitete in zentralen Gremien des Ministeriums für Gesundheitswesen und des Präsidiums des DRK der DDR mit und unterstützte so den Aufbau des Blutspende- und Transfusionswesens.
Von 1964 bis Eintritt seines Ruhestandes 1987 war er ärztlicher Direktor des neuerrichteten Bezirksinstituts für Blutspende- und Transfusionswesen Erfurt. Er engagierte sich in der Gesellschaft für Hämatologie und Bluttransfusion der DDR und war von 1973 bis 1975 ihr Vorsitzender. Er wurde Ehrenmitglied der tschechischen Gesellschaft für Hämatologie, da er grenzüberschreitende Kooperation mit Kollegen aus Polen und der damaligen Tschechoslowakei einging.

## Veröffentlichungen (Auswahl)
- Klinische Chemie und Laboratoriumsdiagnostik. 1. Auflage. Verlag Volk u. Gesundheit, Berlin 1976.

## Ehrungen
- 1984: Ehrenmitglied der Deutschen Gesellschaft für Hämatologie und Medizinische Onkologie[2]
- Ehrenmitglied der tschechischen Gesellschaft für Hämatologie